# Memoriál Ivana Hlinky 2016
26. a od roku 2004 12. ročník Memoriálu Ivana Hlinky 2016 (dříve také známý jako Světový pohár juniorů do 18 let) se konal od 8. do 13. srpna 2016 v české Břeclavi (Zimní stadion města Břeclavi) a ve slovenské Bratislavě (Zimní stadion Ondreje Nepely).
Poprvé v historii tohoto turnaje zvítězil tým Česka, který ve finále porazil výběr USA po výsledku 4:3.

## Stadiony
| Břeclav                        | Bratislava                                    |
| Ice BORS arena Kapacita: 4 089 | Zimní stadion Ondreje Nepely Kapacita: 10 055 |
|                                | Zimní stadion Ondreje Nepely                  |

## Základní skupiny

### Skupina A – Břeclav

#### Tabulka
| Legenda                        |
| ------------------------------ |
| Týmy postupující do semifinále |
| Týmy budou hrát o umístění     |

| Tým       | Z | V | VP | PP | P | GV | GI | +/- | B |
| --------- | - | - | -- | -- | - | -- | -- | --- | - |
| USA       | 3 | 2 | 1  | 0  | 0 | 12 | 8  | +4  | 8 |
| Česko     | 3 | 2 | 0  | 0  | 1 | 13 | 8  | +5  | 6 |
| Finsko    | 3 | 1 | 0  | 1  | 1 | 10 | 12 | −2  | 4 |
| Švýcarsko | 3 | 0 | 0  | 0  | 3 | 7  | 14 | −7  | 0 |

#### Zápasy
Všechny časy zápasů jsou uvedeny ve středoevropském letním čase (SELČ).
| 8. srpna 2016 15:30 | USA | 4 : 3 PP (1:1, 1:0, 1:2) PP (1:0) | Finsko | Zimní stadion města Břeclavi, Břeclav Návštěvnost: 239 |  |

| Zpráva, Video                                                                                         | |                             |                                                                                       |                                                                       |
| Keith Petruzzelli                                                                                     | Keith Petruzzelli                                                                                     | Brankáři                    | Lassi Lehtinen                                                                        | Rozhodčí: Robert Čech Oldřich Hejduk Čároví: Jiří Gebauer Vít Lederer |
| 16. Lodnia (Chmelevski, Pastujov) 31. Chmelevski (Lodnia, McManus) 52. Pastujov 65. Poehling (Miller) | 16. Lodnia (Chmelevski, Pastujov) 31. Chmelevski (Lodnia, McManus) 52. Pastujov 65. Poehling (Miller) | 1:0 1:1 2:1 2:2 3:2 3:3 4:3 | 19. Teräväinen (Utunen, Koskenkorva) 43. Moilanen (Nyman) 58. Teräväinen (Vesterinen) | Rozhodčí: Robert Čech Oldřich Hejduk Čároví: Jiří Gebauer Vít Lederer |
| 12 min                                                                                                | 12 min                                                                                                | Tresty                      | 4 min                                                                                 | Rozhodčí: Robert Čech Oldřich Hejduk Čároví: Jiří Gebauer Vít Lederer |
| 37 | 37 | Střely                      | 25                                                                                    | Rozhodčí: Robert Čech Oldřich Hejduk Čároví: Jiří Gebauer Vít Lederer |

| 8. srpna 2016 19:00 | Česko | 6 : 1 (4:1, 1:0, 1:0) | Švýcarsko | Zimní stadion města Břeclavi, Břeclav Návštěvnost: 1 522 |  |

| Zpráva, Video | |                             |                     |                                                                      |
| Jakub Škarek | Jakub Škarek | Brankáři                    | Gianluca Zaetta     | Rozhodčí: Robert Čech Jan Hribik Čároví: Jiří Ondráček Roman Svoboda |
| 9. Svoboda (Šalda) 15. Zadina (Galvas) 18. Svoboda (Nečas, Kvasnička) 19. Safin (Machala, Galvas) 24. Nečas (Kaut) 44. Chytil | 9. Svoboda (Šalda) 15. Zadina (Galvas) 18. Svoboda (Nečas, Kvasnička) 19. Safin (Machala, Galvas) 24. Nečas (Kaut) 44. Chytil | 0:1 1:1 2:1 3:1 4:1 5:1 6:1 | 2. Sigrist (Müller) | Rozhodčí: Robert Čech Jan Hribik Čároví: Jiří Ondráček Roman Svoboda |
| 6 min | 6 min | Tresty                      | 12 + 5 min          | Rozhodčí: Robert Čech Jan Hribik Čároví: Jiří Ondráček Roman Svoboda |
| 39 | 39 | Střely                      | 16                  | Rozhodčí: Robert Čech Jan Hribik Čároví: Jiří Ondráček Roman Svoboda |

| 9. srpna 2016 15:30 | Švýcarsko | 3 : 4 (2:2, 1:1, 0:1) | USA | Zimní stadion města Břeclavi, Břeclav Návštěvnost: 296 |  |

| Zpráva, Video                                                             |                                                                           |                             |                                                                                      |                                                                    |
| Joel Messerli                                                             | Joel Messerli                                                             | Brankáři                    | Cayden Primeau                                                                       | Rozhodčí: Jan Hribik Robin Šír Čároví: Jiří Ondráček Roman Svoboda |
| 8. Tanner (Müller) 9. Eggenberger (Leuenberger) 32. Leuenberger (Döpfner) | 8. Tanner (Müller) 9. Eggenberger (Leuenberger) 32. Leuenberger (Döpfner) | 1:0 2:0 2:1 2:2 3:2 3:3 3:4 | 9. Pastujov (Chmelevski) 19. Chmelevski (Pratt, Pastujov) 38. Messner 53. Chmelevski | Rozhodčí: Jan Hribik Robin Šír Čároví: Jiří Ondráček Roman Svoboda |
| 2 min                                                                     | 2 min                                                                     | Tresty                      | 6 min                                                                                | Rozhodčí: Jan Hribik Robin Šír Čároví: Jiří Ondráček Roman Svoboda |
| 21                                                                        | 21                                                                        | Střely                      | 39                                                                                   | Rozhodčí: Jan Hribik Robin Šír Čároví: Jiří Ondráček Roman Svoboda |

| 9. srpna 2016 19:00 | Česko | 5 : 3 (1:1, 2:1, 2:1) | Finsko | Zimní stadion města Břeclavi, Břeclav Návštěvnost: 1 794 |  |

| Zpráva, Video | |                                 |                                                                                |                                                                              |
| Jakub Škarek | Jakub Škarek | Brankáři                        | Ukko-Pekka Luukkonen                                                           | Rozhodčí: Daniel Pražák Vladimír Pešina Čároví: Radek Brejcha Libor Suchánek |
| 15. Safin (Nečas, Kaut) 30. Zadina (Kern, Hladoník) 31. Galvas (Machala, Kondelík) 42. Kaut (Chytil, Kern) 60. Nečas (Zadina) | 15. Safin (Nečas, Kaut) 30. Zadina (Kern, Hladoník) 31. Galvas (Machala, Kondelík) 42. Kaut (Chytil, Kern) 60. Nečas (Zadina) | 1:0 1:1 1:2 2:2 3:2 4:2 4:3 5:3 | 16. Moilanen (Nyman) 25. Moilanen (Heponiemi, Talvitie) 55. Antalainen (Nyman) | Rozhodčí: Daniel Pražák Vladimír Pešina Čároví: Radek Brejcha Libor Suchánek |
| 8 min | 8 min | Tresty                          | 16 min                                                                         | Rozhodčí: Daniel Pražák Vladimír Pešina Čároví: Radek Brejcha Libor Suchánek |
| 34 | 34 | Střely                          | 30                                                                             | Rozhodčí: Daniel Pražák Vladimír Pešina Čároví: Radek Brejcha Libor Suchánek |

| 10. srpna 2016 15:30 | Finsko | 4 : 3 (0:1, 2:0, 2:2) | Švýcarsko | Zimní stadion města Břeclavi, Břeclav Návštěvnost: 284 |  |

| Zpráva, Video                                                                                           | |                             |                                                                                           |                                                                              |
| Lassi Lehtinen                                                                                          | Lassi Lehtinen                                                                                          | Brankáři                    | Gianluca Zaetta                                                                           | Rozhodčí: Vladimír Pešina Daniel Pražák Čároví: Radek Brejcha Libor Suchánek |
| 24. Anttalainen 31. Nyman (Moilanen, Heponiemi) 45. Pajuniemi (Engberg) 46. Nyman (Heponiemi, Moilanen) | 24. Anttalainen 31. Nyman (Moilanen, Heponiemi) 45. Pajuniemi (Engberg) 46. Nyman (Heponiemi, Moilanen) | 0:1 1:1 2:1 2:2 3:2 4:2 4:3 | 8. Reymondin (Zbinden, Kobler) 41. Müller (Hischier) 51. Hischier (Eggeneberger, Geisser) | Rozhodčí: Vladimír Pešina Daniel Pražák Čároví: Radek Brejcha Libor Suchánek |
| 14 min                                                                                                  | 14 min                                                                                                  | Tresty                      | 14 min                                                                                    | Rozhodčí: Vladimír Pešina Daniel Pražák Čároví: Radek Brejcha Libor Suchánek |
| 24 | 24 | Střely                      | 24                                                                                        | Rozhodčí: Vladimír Pešina Daniel Pražák Čároví: Radek Brejcha Libor Suchánek |

| 10. srpna 2016 19:00 | Česko | 2 : 4 (1:1, 1:3, 0:0) | USA | Zimní stadion města Břeclavi, Břeclav Návštěvnost: 2 103 |  |

| Zpráva, Video                                     |                                                   |                         | |                                                                              |
| Tomáš Vomáčka                                     | Tomáš Vomáčka                                     | Brankáři                | Cayden Primeau                                                                                             | Rozhodčí: Oldřich Hejduk René Hradil Čároví: Rudolf Tošenovjan Marek Hlavatý |
| 12. Chytil (Safin, Bukač) 35. Safin (Nečas, Kaut) | 12. Chytil (Safin, Bukač) 35. Safin (Nečas, Kaut) | 0:1 1:1 1:2 2:2 2:3 2:4 | 9. Lodnia (Chmelevski) 29. Poehling (Pastujov) 39. Poehling (Chmelevski, Pastujov) 40. Poehling (Pastujov) | Rozhodčí: Oldřich Hejduk René Hradil Čároví: Rudolf Tošenovjan Marek Hlavatý |
| 12 min                                            | 12 min                                            | Tresty                  | 14 min | Rozhodčí: Oldřich Hejduk René Hradil Čároví: Rudolf Tošenovjan Marek Hlavatý |
| 25                                                | 25                                                | Střely                  | 42 | Rozhodčí: Oldřich Hejduk René Hradil Čároví: Rudolf Tošenovjan Marek Hlavatý |

### Skupina B – Bratislava

#### Tabulka
| Tým       | Z | V | VP | PP | P | GV | GI | +/- | B |
| --------- | - | - | -- | -- | - | -- | -- | --- | - |
| Švédsko   | 3 | 2 | 0  | 0  | 1 | 10 | 8  | +2  | 6 |
| Rusko     | 3 | 2 | 0  | 0  | 1 | 8  | 6  | +2  | 6 |
| Kanada    | 3 | 1 | 1  | 0  | 1 | 8  | 5  | +3  | 5 |
| Slovensko | 3 | 0 | 0  | 1  | 2 | 7  | 14 | −7  | 1 |

#### Zápasy
Všechny časy zápasů jsou uvedeny ve středoevropském letním čase (SELČ).
| 8. srpna 2016 14:00 | Švédsko | 3 : 1 (1:0, 1:0, 1:1) | Rusko | Zimní stadion Ondreje Nepely, Bratislava Návštěvnost: 512 |  |

| Zpráva, Video                                                        |                                                                      |                 |                           |                                                                       |
| Olle Eriksson Ek                                                     | Olle Eriksson Ek                                                     | Brankáři        | Dimitrij Rajko            | Rozhodčí: Vladimír Goga Jozef Kubuš Čároví: Roman Výleta Peter Tvrdoň |
| 14. Zetterlund (Miketinac) 33. Sylvegard (Dahlin) 48. Hugg (Elvenes) | 14. Zetterlund (Miketinac) 33. Sylvegard (Dahlin) 48. Hugg (Elvenes) | 1:0 2:0 2:1 3:1 | 45. Anchovskij (Rubinčik) | Rozhodčí: Vladimír Goga Jozef Kubuš Čároví: Roman Výleta Peter Tvrdoň |
| 6 min                                                                | 6 min                                                                | Tresty          | 6 min                     | Rozhodčí: Vladimír Goga Jozef Kubuš Čároví: Roman Výleta Peter Tvrdoň |
| 28                                                                   | 28                                                                   | Střely          | 35                        | Rozhodčí: Vladimír Goga Jozef Kubuš Čároví: Roman Výleta Peter Tvrdoň |

| 8. srpna 2016 17:30 | Slovensko | 2 : 3 PP (0:2, 0:0, 2:0) PP (0:1) | Kanada | Zimní stadion Ondreje Nepely, Bratislava Návštěvnost: 1 479 |  |

| Zpráva, Video                                  |                                                |                     |                                                                           |                                                                       |
| Juraj Sklenár                                  | Juraj Sklenár                                  | Brankáři            | Ian Scott                                                                 | Rozhodčí: Juraj Konc Róbert Müllner Čároví: Lukáš Kacej Michal Orolín |
| 51. Ivan (Roman, Krivošík) 59. Krivošík (Ivan) | 51. Ivan (Roman, Krivošík) 59. Krivošík (Ivan) | 0:1 0:2 1:2 2:2 2:3 | 2. Tippett (Rasmussen, Veleno) 7. Comtois (Suzuki, Entwistle) 65. Comtois | Rozhodčí: Juraj Konc Róbert Müllner Čároví: Lukáš Kacej Michal Orolín |
| 2 min                                          | 2 min                                          | Tresty              | 6 min                                                                     | Rozhodčí: Juraj Konc Róbert Müllner Čároví: Lukáš Kacej Michal Orolín |
| 29                                             | 29                                             | Střely              | 43                                                                        | Rozhodčí: Juraj Konc Róbert Müllner Čároví: Lukáš Kacej Michal Orolín |

| 9. srpna 2016 11:30 | Slovensko | 3 : 6 (0:1, 1:4, 2:1) | Švédsko | Zimní stadion Ondreje Nepely, Bratislava |  |

| Zpráva, Video                                                |                                                              |                                     | |                                                                       |
| Juraj Ovečka (od 29. min Juraj Sklenár)                      | Juraj Ovečka (od 29. min Juraj Sklenár)                      | Brankáři                            | Arvid Söderblom | Rozhodčí: Vladimír Goga Milan Novák Čároví: Lukáš Kacej Matúš Stanzel |
| 21. Krivošík (Roman) 41. Hrehorčák 56. Havrila (Žiak, Liška) | 21. Krivošík (Roman) 41. Hrehorčák 56. Havrila (Žiak, Liška) | 0:1 1:1 1:2 1:3 1:4 1:5 2:5 2:6 3:6 | 16. Brännström (Walfridsson) 27. Liliegren (Elvenes) 29. Elvenes (Lundeström) 29. Johansson (Walfridsson, Sylvergård) 38. Miketinac (Liljegren) 45. Wernblom (Miketinac, Dahlin) | Rozhodčí: Vladimír Goga Milan Novák Čároví: Lukáš Kacej Matúš Stanzel |
| 12 min                                                       | 12 min                                                       | Tresty                              | 10 + 10 min | Rozhodčí: Vladimír Goga Milan Novák Čároví: Lukáš Kacej Matúš Stanzel |
| 33                                                           | 33                                                           | Střely                              | 27 | Rozhodčí: Vladimír Goga Milan Novák Čároví: Lukáš Kacej Matúš Stanzel |

| 9. srpna 2016 15:00 | Rusko | 2 : 1 (0:0, 0:1, 2:0) | Kanada | Zimní stadion Ondreje Nepely, Bratislava |  |

| Zpráva, Video                                          |                                                        |             |                                         |                                                                    |
| Arťom Melinkov                                         | Arťom Melinkov                                         | Brankáři    | Michael DiPietro                        | Rozhodčí: Juraj Konc Daniel Konc Čároví: Peter Tvrdoň Roman Výleta |
| 59. Čechovič (Rubinčik) 59. Kostin (Alexejev, Bicadze) | 59. Čechovič (Rubinčik) 59. Kostin (Alexejev, Bicadze) | 0:1 1:1 2:1 | 22. Mattheos (Rasmussen, Créte-Belzile) | Rozhodčí: Juraj Konc Daniel Konc Čároví: Peter Tvrdoň Roman Výleta |

| 10. srpna 2016 14:00 | Kanada | 4 : 1 (3:1, 0:0, 1:0) | Švédsko | Zimní stadion Ondreje Nepely, Bratislava Návštěvnost: 645 |  |

| Zpráva, Video                                                                |                                                                              |                     |                             |                                                                    |
| Michael DiPietro                                                             | Michael DiPietro                                                             | Brankáři            | Olle Eriksson Ek            | Rozhodčí: Daniel Konc Milan Novák Čároví: Peter Tvrdoň Lukáš Kacej |
| 5. Bowers (Roberts) 19. Comtois 20. Comtois 45. Strome (Rasmussen, Phillips) | 5. Bowers (Roberts) 19. Comtois 20. Comtois 45. Strome (Rasmussen, Phillips) | 1:0 1:1 2:1 3:1 4:1 | 17. Brännström (Zetterlund) | Rozhodčí: Daniel Konc Milan Novák Čároví: Peter Tvrdoň Lukáš Kacej |
| 16 min                                                                       | 16 min                                                                       | Tresty              | 12 min                      | Rozhodčí: Daniel Konc Milan Novák Čároví: Peter Tvrdoň Lukáš Kacej |

| 10. srpna 2016 17:30 | Slovensko | 2 : 5 (0:0, 1:1, 1:4) | Rusko | Zimní stadion Ondreje Nepely, Bratislava |  |

| Zpráva, Video |               |          |                |                                                                           |
| Juraj Sklenár | Juraj Sklenár | Brankáři | Arťom Melinkov | Rozhodčí: Vladimír Baluška Peter Stano Čároví: Roman Výleta Matúš Stanzel |

## O umístění
Všechny časy zápasů jsou uvedeny ve středoevropském letním čase (SELČ).

### O 7.–8. místo
| 12. srpna 2016 14:00 | Slovensko | 6 : 3 (1:2, 3:1, 2:0) | Švýcarsko | Zimní stadion Ondreje Nepely, Bratislava |  |

| Zpráva, Video | |                                     |                                                                          |                                                                          |
| Juraj Sklenár | Juraj Sklenár | Brankáři                            | Joakim Da Silva                                                          | Rozhodčí: Vladimír Baluška Milan Novák Čároví: Michal Orolín Lukáš Kacej |
| 4. Ružička (Liška) 21. Hrehorčák (Roman, Kövér) 26. Krivošík (Ružička, Ivan) 29. Liška (Roman) 41. Kövér (Ružička) 58. Ružička (Žiak) | 4. Ružička (Liška) 21. Hrehorčák (Roman, Kövér) 26. Krivošík (Ružička, Ivan) 29. Liška (Roman) 41. Kövér (Ružička) 58. Ružička (Žiak) | 1:0 1:1 1:2 2:2 2:3 3:3 4:3 5:3 6:3 | 5. Nyffeler (Reymondin, Kobler) 10. Gross (Döpfner) 22. Sugrust (Müller) | Rozhodčí: Vladimír Baluška Milan Novák Čároví: Michal Orolín Lukáš Kacej |
| 6 min | 6 min | Tresty                              | 8 min                                                                    | Rozhodčí: Vladimír Baluška Milan Novák Čároví: Michal Orolín Lukáš Kacej |
| 35 | 35 | Střely                              | 30                                                                       | Rozhodčí: Vladimír Baluška Milan Novák Čároví: Michal Orolín Lukáš Kacej |

### O 5.–6. místo
| 12. srpna 2016 15:30 | Kanada | 4 : 3 (1:1, 2:1, 1:1) | Finsko | Zimní stadion města Břeclavi, Břeclav Návštěvnost: 425 |  |

| Zpráva, Video | |                             |                                                                                         |                                                                           |
| Michael DiPietro | Michael DiPietro | Brankáři                    | Ukko-Pekka Luukkonen                                                                    | Rozhodčí: René Hradil Roman Mrkva Čároví: Marek Hlavatý Rudolf Tošenovjan |
| 20. Mitchell (Veleno, Smart) 23. Mitchell (Veleno, Comtois) 30. Suzuki (Veleno, Mitchell) 52. Rasmussen (Tippett, Suzuki) | 20. Mitchell (Veleno, Smart) 23. Mitchell (Veleno, Comtois) 30. Suzuki (Veleno, Mitchell) 52. Rasmussen (Tippett, Suzuki) | 0:1 1:1 2:1 3:1 3:2 3:3 4:3 | 6. Moilanen (Nyman, Räsänen) 36. Nyman (Heponiemi) 46. Virtanen (Heponiemi, Teräväinen) | Rozhodčí: René Hradil Roman Mrkva Čároví: Marek Hlavatý Rudolf Tošenovjan |
| 8 min | 8 min | Tresty                      | 12 min                                                                                  | Rozhodčí: René Hradil Roman Mrkva Čároví: Marek Hlavatý Rudolf Tošenovjan |
| 26 | 26 | Střely                      | 26                                                                                      | Rozhodčí: René Hradil Roman Mrkva Čároví: Marek Hlavatý Rudolf Tošenovjan |

## Play off

### Pavouk
|  | Semifinále | Semifinále | Semifinále |  |  | Finále      | Finále      | Finále      |
|  |            |            |            |  |  |             |             |             |
|  | 1A         | USA        | 4          |  |  |             |             |             |
|  | 2B         | Rusko      | 3          |  |  |             |             |             |
|  |            |            |            |  |  | 1A          | USA         | 3           |
|  |            |            |            |  |  | 2A          | Česko       | 4           |
|  | 1B         | Švédsko    | 1          |  |  |             |             |             |
|  | 2A         | Česko      | 2          |  |  | Třetí místo | Třetí místo | Třetí místo |
|  |            |            |            |  |  | 1B          | Švédsko     | 3           |
|  |            |            |            |  |  | 2B          | Rusko       | 6           |

Všechny časy zápasů jsou uvedeny ve středoevropském letním čase (SELČ).

### Semifinále
| 12. srpna 2016 17:30 | USA | 4 : 3 PP (0:0, 2:2, 1:1) PP (1:0) | Rusko | Zimní stadion Ondreje Nepely, Bratislava Návštěvnost: 328 |  |

| Zpráva, Video                                                                                             | |                             |                                                           |                                                                    |
| Cayden Primeau                                                                                            | Cayden Primeau                                                                                            | Brankáři                    | Dimitrij Rajko                                            | Rozhodčí: Juraj Konc Daniel Konc Čároví: Peter Tvrdoň Roman Výleta |
| 23. Messner (Poehling, Pastujov) 39. Lodnia (Poehling, Chmelevski) 52. Chmelevski (Phillips) 66. Pastujov | 23. Messner (Poehling, Pastujov) 39. Lodnia (Poehling, Chmelevski) 52. Chmelevski (Phillips) 66. Pastujov | 0:1 1:1 1:2 2:2 2:3 3:3 4:3 | 21. Kostin (Alexejev J.) 37. Ljachov 42. Bicadze (Kostin) | Rozhodčí: Juraj Konc Daniel Konc Čároví: Peter Tvrdoň Roman Výleta |
| 10 + 10 min                                                                                               | 10 + 10 min                                                                                               | Tresty                      | 8 min                                                     | Rozhodčí: Juraj Konc Daniel Konc Čároví: Peter Tvrdoň Roman Výleta |
| 37 | 37 | Střely                      | 32                                                        | Rozhodčí: Juraj Konc Daniel Konc Čároví: Peter Tvrdoň Roman Výleta |

| 12. srpna 2016 19:00 | Švédsko | 1 : 2 PP (0:0, 1:1, 0:0) PP (0:1) | Česko | Zimní stadion města Břeclavi, Břeclav Návštěvnost: 1 968 |  |

| Zpráva, Video         |                       |             |                                        |                                                                  |
| Olle Eriksson Ek      | Olle Eriksson Ek      | Brankáři    | Jakub Škarek                           | Rozhodčí: Robert Čech Jan Hribik Čároví: Jiří Gebauer Josef Špůr |
| 31. Dahlin (Bemström) | 31. Dahlin (Bemström) | 0:1 1:1 1:2 | 24. Zadina (Nečas) 70. Galvas (Zadina) | Rozhodčí: Robert Čech Jan Hribik Čároví: Jiří Gebauer Josef Špůr |
| 14 + 25 min           | 14 + 25 min           | Tresty      | 6 min                                  | Rozhodčí: Robert Čech Jan Hribik Čároví: Jiří Gebauer Josef Špůr |
| 42                    | 42                    | Střely      | 36                                     | Rozhodčí: Robert Čech Jan Hribik Čároví: Jiří Gebauer Josef Špůr |

### Zápas o 3. místo
| 13. srpna 2016 15:00 | Švédsko | 3 : 6 (0:4, 2:1, 1:1) | Rusko | Zimní stadion Ondreje Nepely, Bratislava Návštěvnost: 412 |  |

| Zpráva, Video                                                                        |                                                                                      |                                     | |                                                                     |
| Arvid Söderblom (od 11. min Olle Eriksson Ek)                                        | Arvid Söderblom (od 11. min Olle Eriksson Ek)                                        | Brankáři                            | Dimitrij Rajko | Rozhodčí: Jozef Kubuš Juraj Konc Čároví: Roman Výleta Matúš Stanzel |
| 28. Aterius (Sylvergård) 39. Bemström (Zetterlund, Brännström) 54. Hugg (Lundeström) | 28. Aterius (Sylvergård) 39. Bemström (Zetterlund, Brännström) 54. Hugg (Lundeström) | 0:1 0:2 0:3 0:4 0:5 1:5 2:5 2:6 3:6 | 4. Svečnikov (Lipanov) 6. Čechovič (Svečnikov, Baranov) 11. Lobanov (Šaškov, Alexejev) 15. Svečnikov (Lipanov, Samorukov) 26. Marušev (Samorukov, Lobanov) 48. Kostin (Bicadze, Alexejev) | Rozhodčí: Jozef Kubuš Juraj Konc Čároví: Roman Výleta Matúš Stanzel |
| 18 min                                                                               | 18 min                                                                               | Tresty                              | 14 + 10 min | Rozhodčí: Jozef Kubuš Juraj Konc Čároví: Roman Výleta Matúš Stanzel |
| 23                                                                                   | 23                                                                                   | Střely                              | 36 | Rozhodčí: Jozef Kubuš Juraj Konc Čároví: Roman Výleta Matúš Stanzel |

### Finále
| 13. srpna 2016 17:00 | USA | 3 : 4 (1:1, 2:2, 0:1) | Česko | Zimní stadion města Břeclavi, Břeclav Návštěvnost: 2 325 |  |

| Zpráva, Video                                                                |                                                                              |                             | |                                                                      |
| Cayden Primeau                                                               | Cayden Primeau                                                               | Brankáři                    | Jakub Škarek                                                                                        | Rozhodčí: Jan Hribik Antonín Jeřábek Čároví: Jiří Gebauer Josef Špůr |
| 18. Chmelevski (Phillips) 22. Messner (Walsh, Poehling) 32. Miller (Messner) | 18. Chmelevski (Phillips) 22. Messner (Walsh, Poehling) 32. Miller (Messner) | 0:1 1:1 2:1 2:2 3:2 3:3 3:4 | 10. Zadina (Hladoník, Kern) 31. Chytil (Kvasnička) 36. Zadina (Kern, Hladoník) 53. Machala (Galvas) | Rozhodčí: Jan Hribik Antonín Jeřábek Čároví: Jiří Gebauer Josef Špůr |
| 6 + 25 min                                                                   | 6 + 25 min                                                                   | Tresty                      | 2 min                                                                                               | Rozhodčí: Jan Hribik Antonín Jeřábek Čároví: Jiří Gebauer Josef Špůr |
| 26                                                                           | 26                                                                           | Střely                      | 33                                                                                                  | Rozhodčí: Jan Hribik Antonín Jeřábek Čároví: Jiří Gebauer Josef Špůr |

## Statistiky

### Kanadské bodování
Toto je pořadí hráčů podle dosažených bodů, za jeden vstřelený gól nebo přihrávku na gól získal hráč jeden bod.
| Poř. | Hráč                 | Záp. | G | A | Body | PTM | Poz. |
| ---- | -------------------- | ---- | - | - | ---- | --- | ---- |
| 1.   | Alexander Chmelevski | 5    | 5 | 5 | 10   | 2   | ÚT   |
| 2.   | Michael Pastujov     | 5    | 3 | 6 | 9    | 2   | ÚT   |
| 3.   | Filip Zadina         | 5    | 5 | 2 | 7    | 0   | ÚT   |
| 4.   | Ryan Poehling        | 5    | 4 | 3 | 7    | 0   | ÚT   |
| 5.   | Linus Nyman          | 4    | 3 | 4 | 7    | 31  | ÚT   |
| 6.   | Sami Moilanen        | 4    | 4 | 2 | 6    | 2   | ÚT   |
| 7.   | Klim Kostin          | 4    | 3 | 3 | 6    | 4   | ÚT   |
| 8.   | Martin Nečas         | 5    | 2 | 4 | 6    | 2   | ÚT   |
| 9.   | Filip Krivošík       | 4    | 4 | 1 | 5    | 2   | ÚT   |
| 9.   | Maxime Comtois       | 4    | 4 | 1 | 5    | 8   | ÚT   |

Záp. = Odehrané zápasy; G = Góly; A = Přihrávky na gól; Body = Body; +/− = Plus/Minus; PTM = Počet trestných minut; Poz. = Pozice

### Hodnocení brankářů
Průběžné pořadí nejlepších pěti brankářů na mistrovství podle úspěšnosti zásahů v procentech, brankář musí mít odehráno minimálně 40% hrací doby za svůj tým.
| Poř. | Hráč             | Záp. | Čas    | OG | PZ  | ČK | POG  | Úsp%  |
| ---- | ---------------- | ---- | ------ | -- | --- | -- | ---- | ----- |
| 1.   | Arťom Melinkov   | 2    | 120:00 | 3  | 73  | 0  | 1,50 | 96,05 |
| 2.   | Jakub Škarek     | 4    | 249:00 | 7  | 108 | 0  | 1,69 | 93,91 |
| 3.   | Olle Eriksson Ek | 3    | 189:00 | 7  | 100 | 0  | 2,22 | 93,46 |
| 4.   | Michael DiPietro | 3    | 179:00 | 6  | 72  | 0  | 2,01 | 92,31 |
| 5.   | Juraj Sklenár    | 4    | 213:21 | 12 | 120 | 0  | 3,38 | 90,91 |

Záp. = Odchytané zápasy; Čas = Čas na ledě (minuty); OG = Obdržené góly; PZ = Počet zásahů; ČK = Čistá konta; Úsp% = Procento úspěšných zásahů; POG = Průměr obdržených gólů na zápas